# Картулипорсс
Ка́ртулипорсс, ка́ртулипырсад (kartuliporss, kartulipõrsad; с эст. — «картофельные поросята») — национальное эстонское блюдо, представляет собою мясо, запечённое в картофельном пюре. По мнению В. В. Похлёбкина, «заворачивание мяса в тонкую либо нежную по консистенции оболочку» является общим кулинарным приёмом для финно-угорской кухни: калакукко, пельмени, подкогыльо и т. п.
Кроме работ В. В. Похлёбкина, блюдо нигде не упоминается.

## Ингредиенты
- постная свинина
- картофельное пюре
- куриные яйца
- сметана
- мука
- сливочное масло

## Технология приготовления
Постная свинина нарезается небольшими (приблизительно размером в спичечный коробок) прямоугольниками и обжаривается на сковороде почти до полной готовности. Затем каждый из кусочков полностью облепляется эластичным картофельным пюре, приготовленным с добавлением сметаны и яйца. Получившиеся колобки смазываются взбитым яйцом, обваливаются в муке или манной крупе, и запекаются в духовке на смазанном маслом противне.
Готовое блюдо традиционно поливается сметаной. Для сохранения национального колорита блюда не следует применять дополнительно какие-либо специи или пряности.
Готовые картулипорсс, в отличие от обычного картофельного пюре, неплохо хранятся и могут быть разогреты, совершенно не теряя во вкусе и нежной структуре пюре, и на следующий день после приготовления.